# Вагнер, Анита
Анита Шпаннер (нем. Anita Spanner, род. в 1960 году) — австрийская певица, выступающая под сценическими псевдонимами Анита Вагнер (нем. Anita Wagner) и Анита (нем. Anita); участница конкурса песни Евровидение 1984.

## Биография
Родилась в округе Фюрстенфельд, на востоке федеральной земли Штирия. Музыкальная карьера Аниты началась в начале 80-х гг., и вплоть до участия молодой исполнительницы на национальном отборочном этапе Евровидения её имя мало что говорило австрийскому слушателю.
Песня «Einfach weg», записанная ею для отбора, стала победной, и певица получила возможность принять участие на конкурсе песни Евровидение 1984. Несмотря на то, что выступление прошло неудачно, став последним с результатом в пять баллов, одноимённый сингл ещё долгое время был популярен в Австрии, в течение десяти недель не выходя из ТОП-20.
В 1991 она снова предпринимала попытку участия на национальном отборе, однако с песней «Land in sicht» она заняла только седьмое место среди десяти потенциальных конкурсантов.
В середине 90-х годов Анита вышла замуж, и семейные обязательства заставили её приостановить свою музыкальную деятельность. Вплоть до 2008 года она работала юристом, а на данный момент она снова выступает на сцене в составе live-коллектива.
Живёт в Обердорфе. Является матерью двоих детей.

## Синглы (избранное)
- Einfach weg
- Du hast es geschafft
- Land in Sicht